# Zola (Rapper)

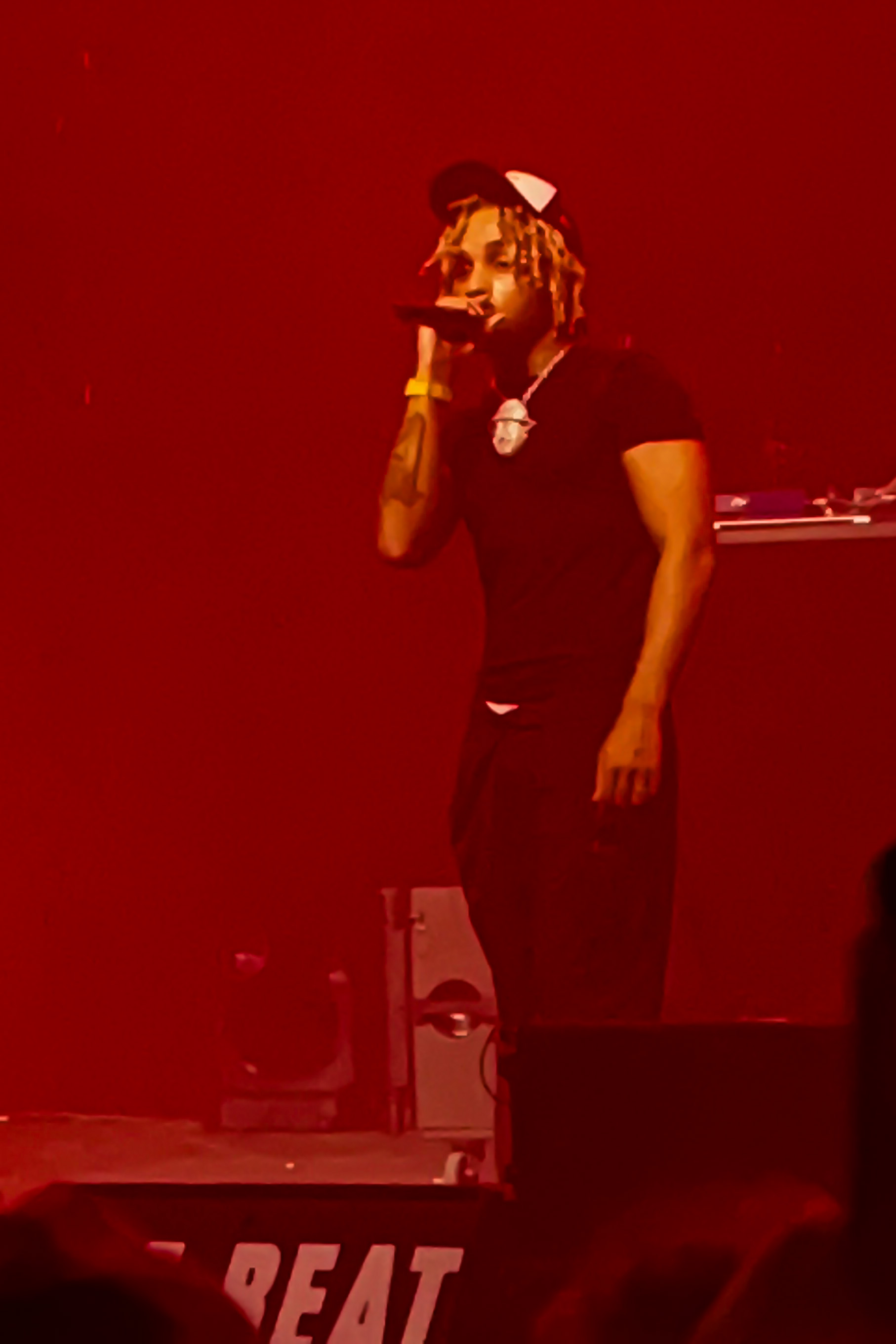
Zola (2022)

Zola (* 16. November 1999 in Évry; bürgerlich Aurélien N’Zuni Zola) ist ein französischer Rapper.

## Leben
Zola wurde 1999 in Évry geboren. Seine Eltern stammen aus der Demokratischen Republik Kongo.
Nachdem er ein Freestyle-Rap-Battle von zwei seiner Freunden gehört hatte, beschloss er selbst Raplieder aufzunehmen.

## Karriere
2019 veröffentlichte er sein Debütalbum Cicatrices, mit dem er auf Anhieb die Top 10 der französischen Charts erreichte. Die beiden Nachfolgealben Survie (2021) und Diamant du bled (2023) stiegen direkt auf Platz eins ein.
Bis heute schaffte er es mit drei Single auf Platz eins in Frankreich.

## Diskografie

### Alben
| Jahr | Titel Musiklabel                    | Höchstplatzierung, Gesamtwochen, AuszeichnungChartplatzierungen (Jahr, Titel, Musiklabel, Platzierungen, Wochen, Auszeichnungen, Anmerkungen) | Höchstplatzierung, Gesamtwochen, AuszeichnungChartplatzierungen (Jahr, Titel, Musiklabel, Platzierungen, Wochen, Auszeichnungen, Anmerkungen) | Höchstplatzierung, Gesamtwochen, AuszeichnungChartplatzierungen (Jahr, Titel, Musiklabel, Platzierungen, Wochen, Auszeichnungen, Anmerkungen) | Anmerkungen                                        |
| Jahr | Titel Musiklabel                    | FR | BEW | CH | Anmerkungen                                        |
| ---- | ----------------------------------- | --- | --- | --- | -------------------------------------------------- |
| 2019 | Cicatrices Truth Records            | FR4 ×3Dreifachplatin · (152 Wo.)FR | BEW3 (294 Wo.)BEW | CH6 (15 Wo.)CH | Erstveröffentlichung: 5. April 2019                |
| 2020 | Survie Truth Records (SME)          | FR1 ×2Doppelplatin · (156 Wo.)FR | BEW3 (215 Wo.)BEW | CH13 (3 Wo.)CH | Erstveröffentlichung: 19. November 2020            |
| 2023 | Diamant du bled Truth Records (SME) | FR1 Platin · (… Wo.)FR | BEW2 (102 Wo.)BEW | CH2 (8 Wo.)CH | Erstveröffentlichung: 17. März 2023                |
| 2024 | Frères ennemis Truth Records (SME)  | FR1 Gold · (46 Wo.)FR | BEW2 (32 Wo.)BEW | CH3 (3 Wo.)CH | Erstveröffentlichung: 26. Januar 2024 mit Koba LaD |

### Singles
| Jahr | Titel Album                                       | Höchstplatzierung, Gesamtwochen, AuszeichnungChartplatzierungen (Jahr, Titel, Album, Platzierungen, Wochen, Auszeichnungen, Anmerkungen) | Höchstplatzierung, Gesamtwochen, AuszeichnungChartplatzierungen (Jahr, Titel, Album, Platzierungen, Wochen, Auszeichnungen, Anmerkungen) | Höchstplatzierung, Gesamtwochen, AuszeichnungChartplatzierungen (Jahr, Titel, Album, Platzierungen, Wochen, Auszeichnungen, Anmerkungen) | Anmerkungen                                         |
| Jahr | Titel Album                                       | FR | BEW | CH | Anmerkungen                                         |
| --- | ------------------------------------------------- | --- | --- | --- | --------------------------------------------------- |
| 2018 | Extasy Cicatrices                                 | FR47 Platin · (12 Wo.)FR | — | — | Erstveröffentlichung: 30. März 2018                 |
| 2018 | Bernard Tapie –                                   | FR182 (1 Wo.)FR | — | — | Erstveröffentlichung: 15. Juni 2018                 |
| 2018 | Ouais ouais Cicatrices                            | FR44 Diamant · (24 Wo.)FR | BEW49 (1 Wo.)BEW | — | Erstveröffentlichung: 8. Oktober 2018               |
| 2018 | Spiderman (Freestyle OKLM) –                      | FR158 Gold · (1 Wo.)FR | — | — | Erstveröffentlichung: 23. Oktober 2018              |
| 2019 | Booska Rocket –                                   | FR62 (4 Wo.)FR | — | — | Erstveröffentlichung: 30. Januar 2019               |
| 2019 | Zolabeille Cicatrices                             | FR42 Gold · (6 Wo.)FR | — | — | Erstveröffentlichung: 22. Februar 2019              |
| 2019 | Papers Cicatrices                                 | FR10 Diamant · (43 Wo.)FR | — | CH56 (1 Wo.)CH | Erstveröffentlichung: 3. Mai 2019 feat. Ninho       |
| 2019 | Fuckboi Cicatrices                                | FR24 Platin · (11 Wo.)FR | — | CH89 (1 Wo.)CH | Erstveröffentlichung: 13. September 2019            |
| 2020 | Bro Bro Survie                                    | FR3 Platin · (17 Wo.)FR | BEW29 (4 Wo.)BEW | CH51 (1 Wo.)CH | Erstveröffentlichung: 8. Mai 2020                   |
| 2020 | Wow Survie                                        | FR5 Diamant · (22 Wo.)FR | BEW37 (2 Wo.)BEW | CH52 (1 Wo.)CH | Erstveröffentlichung: 16. Juli 2020                 |
| 2020 | Booska’Sten –                                     | FR31 (2 Wo.)FR | — | — | Erstveröffentlichung: 5. November 2020              |
| 2020 | 9 1 1 3 Survie                                    | FR1 Diamant · (23 Wo.)FR | BEW23 (2 Wo.)BEW | CH51 (1 Wo.)CH | Erstveröffentlichung: 20. November 2020 feat. Sch   |
| 2022 | Papel –                                           | FR27 (3 Wo.)FR | — | — | Erstveröffentlichung: 8. Juli 2022                  |
| 2022 | Amber Diamant du bled                             | FR1 Diamant · (62 Wo.)FR | BEW11 (25 Wo.)BEW | CH21 (12 Wo.)CH | Erstveröffentlichung: 18. November 2022             |
| 2022 | Cartier Panthère Diamant du bled                  | FR37 (5 Wo.)FR | — | — | Erstveröffentlichung: 16. Dezember 2022             |
| 2023 | Toute la journée Diamant du bled                  | FR4 Diamant · (35 Wo.)FR | BEW15 (7 Wo.)BEW | CH26 (4 Wo.)CH | Erstveröffentlichung: 3. Februar 2023 feat. Tiakola |
| 2023 | La guitare suit la mélo Cullinan: La Gelée Royale | FR36 (2 Wo.)FR | — | — | Erstveröffentlichung: 28. September 2023 mit Dadju  |
| 2023 | Aller sans retour Frères ennemis                  | FR14 Gold · (3 Wo.)FR | BEW38 (1 Wo.)BEW | — | Erstveröffentlichung: 8. Dezember 2023 mit Koba LaD |
| 2024 | Temps en temps Frères ennemis                     | FR3 Diamant · (42 Wo.)FR | BEW10 Platin · (14 Wo.)BEW | CH56 (3 Wo.)CH | Erstveröffentlichung: 12. Januar 2024 mit Koba LaD  |
| Folgende Lieder erschienen nicht als Single, wurden aber durch das Album zum Download und Streaming bereitgestellt und konnten somit eine Platzierung erlangen: |                                                   | | | |                                                     |
| |                                                   | | | |                                                     |
| 2019 | Baby Boy Cicatrices                               | FR27 Gold · (8 Wo.)FR | — | CH96 (1 Wo.)CH |                                                     |
| 2019 | Mojo Cicatrices                                   | FR31 Gold · (6 Wo.)FR | — | — |                                                     |
| 2019 | L1 L2 Cicatrices                                  | FR40 Diamant · (15 Wo.)FR | — | — |                                                     |
| 2019 | 7.65 Cicatrices                                   | FR46 Gold · (5 Wo.)FR | — | — |                                                     |
| 2019 | Jamais Cicatrices                                 | FR48 (3 Wo.)FR | — | — |                                                     |
| 2019 | Astroboy Cicatrices                               | FR50 Diamant · (17 Wo.)FR | — | — |                                                     |
| 2019 | Kinshasa Cicatrices                               | FR56 (2 Wo.)FR | — | — |                                                     |
| 2019 | Alloicizolaski4 Cicatrices                        | FR57 (2 Wo.)FR | — | — | feat. Key Largo & No’Name                           |
| 2019 | Club Cicatrices                                   | FR58 Gold · (2 Wo.)FR | — | — |                                                     |
| 2019 | Cicatrices                                        | FR63 (2 Wo.)FR | — | — |                                                     |
| 2019 | B.A.L Cicatrices                                  | FR89 (2 Wo.)FR | — | — |                                                     |
| 2020 | Papillon Survie                                   | FR6 Platin · (4 Wo.)FR | — | CH81 (1 Wo.)CH |                                                     |
| 2020 | Ma jolie Survie                                   | FR7 Gold · (4 Wo.)FR | — | CH95 (1 Wo.)CH | feat. Leto                                          |
| 2020 | Madame Survie                                     | FR13 Diamant · (4 Wo.)FR | — | — |                                                     |
| 2020 | Le sauveur Survie                                 | FR17 (2 Wo.)FR | — | — |                                                     |
| 2020 | Mula Survie                                       | FR21 (2 Wo.)FR | — | — |                                                     |
| 2020 | Pollos hermanos Survie                            | FR26 (2 Wo.)FR | — | — |                                                     |
| 2020 | TLMA Survie                                       | FR28 (1 Wo.)FR | — | — |                                                     |
| 2020 | Pistou Survie                                     | FR29 (2 Wo.)FR | — | — |                                                     |
| 2020 | Cache Cash Survie                                 | FR37 (1 Wo.)FR | — | — |                                                     |
| 2020 | Les puristes Survie                               | FR43 (1 Wo.)FR | — | — |                                                     |
| 2020 | Money Train Survie                                | FR48 (1 Wo.)FR | — | — |                                                     |
| 2020 | Tu connais l’gang Survie                          | FR52 (1 Wo.)FR | — | — |                                                     |
| 2020 | Vista Survie                                      | FR197 Gold · (1 Wo.)FR | — | — |                                                     |
| 2023 | Cœur de ice Diamant du bled                       | FR1 Platin · (16 Wo.)FR | BEW2 (8 Wo.)BEW | CH7 (3 Wo.)CH | feat. Damso                                         |
| 2023 | Nochey Diamant du bled                            | FR9 Gold · (5 Wo.)FR | BEW30 (1 Wo.)BEW | CH79 (1 Wo.)CH |                                                     |
| 2023 | Envie7vie Diamant du bled                         | FR10 Gold · (15 Wo.)FR | — | — |                                                     |
| 2023 | L’armoire Diamant du bled                         | FR14 (2 Wo.)FR | — | — |                                                     |
| 2023 | Frosties Diamant du bled                          | FR16 (2 Wo.)FR | — | — |                                                     |
| 2023 | Electro Diamant du bled                           | FR18 (3 Wo.)FR | — | — |                                                     |
| 2023 | Zaza Diamant du bled                              | FR20 (2 Wo.)FR | — | — |                                                     |
| 2023 | Brûlures indiennes Diamant du bled                | FR24 (2 Wo.)FR | — | — |                                                     |
| 2023 | Côté hublot Diamant du bled                       | FR37 (2 Wo.)FR | — | — |                                                     |
| 2023 | Gorgée pour les morts Diamant du bled             | FR39 (1 Wo.)FR | — | — |                                                     |
| 2023 | Make Up Diamant du bled                           | FR41 (2 Wo.)FR | — | — |                                                     |
| 2023 | La lumière Diamant du bled                        | FR53 (1 Wo.)FR | — | — |                                                     |
| 2023 | Finish Him Diamant du bled                        | FR139 (1 Wo.)FR | — | — | feat. Ateyaba                                       |
| 2024 | Amiri Jeans Frères ennemis                        | FR9 (3 Wo.)FR | BEW41 (1 Wo.)BEW | — | mit Koba LaD                                        |
| 2024 | C’est non Frères ennemis                          | FR37 (1 Wo.)FR | — | — | mit Koba LaD                                        |
| 2024 | Parano Frères ennemis                             | FR42 (1 Wo.)FR | — | — | mit Koba LaD                                        |
| 2024 | Un billet Frères ennemis                          | FR43 (2 Wo.)FR | — | — | mit Koba LaD                                        |
| 2024 | Mexicana Frères ennemis                           | FR50 (1 Wo.)FR | — | — | mit Koba LaD                                        |
| 2024 | Roulette russe Frères ennemis                     | FR52 (1 Wo.)FR | — | — | mit Koba LaD                                        |
| 2024 | Dans la nuit Frères ennemis                       | FR58 (1 Wo.)FR | — | — | mit Koba LaD                                        |
| 2024 | Frères ennemis                                    | FR61 (1 Wo.)FR | — | — | mit Koba LaD                                        |

Weitere Singles
- 2018: California Girl (FR: Platin)
- 2020: Bad Bi (FR: Platin)
- 2020: Sanchez (FR: Gold)

### Gastbeiträge
| Jahr | Titel Album                  | Höchstplatzierung, Gesamtwochen, AuszeichnungChartplatzierungen (Jahr, Titel, Album, Platzierungen, Wochen, Auszeichnungen, Anmerkungen) | Höchstplatzierung, Gesamtwochen, AuszeichnungChartplatzierungen (Jahr, Titel, Album, Platzierungen, Wochen, Auszeichnungen, Anmerkungen) | Höchstplatzierung, Gesamtwochen, AuszeichnungChartplatzierungen (Jahr, Titel, Album, Platzierungen, Wochen, Auszeichnungen, Anmerkungen) | Anmerkungen           |
| Jahr | Titel Album                  | FR | BEW | CH | Anmerkungen           |
| --- | ---------------------------- | --- | --- | --- | --------------------- |
| Folgende Lieder erschienen nicht als Single, wurden aber durch das Album zum Download und Streaming bereitgestellt und konnten somit eine Platzierung erlangen: |                              | | | |                       |
| |                              | | | |                       |
| 2020 | Kobe Blo II                  | FR74 (1 Wo.)FR | — | — | 13 Block feat. Zola   |
| 2021 | Adelanto En Passant Pécho BO | FR66 (2 Wo.)FR | — | — | Kore feat. Zola       |
| 2021 | Ghini ghini Avoir & Être     | FR79 (2 Wo.)FR | — | — | Kodes feat. Zola      |
| 2024 | Süle Malcolm                 | FR49 (3 Wo.)FR | — | — | Zed feat. Kore & Zola |